# Периферал
Периферал (енгл. The Peripheral) америчка је научнофантастична телевизијска серија коју је створио Скот Смит за Amazon Prime Video. Темељи се на истоименом роману Вилијама Гибсона. Смештена у будућност када је технологија суптилно променила друштво, жена открива тајну везу са алтернативном стварношћу, као и сопствену мрачну будућност.
Премијера је приказана 11. октобра 2022. у Лос Анђелесу, док је од 21. октобра приказивана путем платформе Amazon Prime Video. Иако је у фебруару 2023. наручена друга сезона, серија је отказана у августу исте године.

## Премиса
У будућности у којој је технологија променила друштво, амбициозна жена по имену Флин осуђена је на пропаст у рукама судбине. Док покушава да споји своју разорену породицу, она открива тајну везу са алтернативном стварношћу и сопственом мрачном будућношћу.

## Улоге
| Глумац                | Улога            |
| --------------------- | ---------------- |
| Клои Грејс Морец      | Флин Фишер       |
| Гари Кар              | Вил Недертон     |
| Џек Рејнор            | Бертон Фишер     |
| Џеј-Џеј Филд          | Лев Зубов        |
| Т’Нија Милер          | Шериз Нуланд     |
| Луј Хертам            | Корбел Пикет     |
| Кејти Лоу             | Еш               |
| Мелинда Пејџ Хамилтон | Ела Фишер        |
| Крис Кој              | Џаспер Бејкер    |
| Алекс Хернандез       | Томи Константајн |
| Џулијан Мур Кук       | Осијан           |
| Аделинд Хоран         | Били Ен Бејкер   |
| Остин Рајзинг         | Леон             |
| Ели Гори              | Конер Пенске     |
| Шарлот Рајли          | Аелита Вест      |
| Александра Билингс    | Ајнсли Лоубир    |

## Епизоде
| Бр. еп. | Наслов | Редитељ         | Сценариста                                                   | Премијера          |
| ------- | ------ | --------------- | ------------------------------------------------------------ | ------------------ |
| 1       |        | Винченцо Натали | Скот Смит                                                    | 21. октобар 2022.  |
| 2       |        | Винченцо Натали | Скот Смит                                                    | 21. октобар 2022.  |
| 3       |        | Алрик Рајли     | Скот Смит                                                    | 28. октобар 2022.  |
| 4       |        | Алрик Рајли     | Story by : Бровин Гарити Teleplay by : Скот Смит             | 4. новембар 2022.  |
| 5       |        | Винченцо Натали | Џејми Чен                                                    | 11. новембар 2022. |
| 6       |        | Винченцо Натали | Грег Плагеман и Скот Смит                                    | 18. новембар 2022. |
| 7       |        | Алрик Рајли     | Џејми Чен и Скот Смит                                        | 25. новембар 2022. |
| 8       |        | Алрик Рајли     | Story by : Скот Смит Teleplay by : Скот Смит и Грег Плагеман | 2. децембар 2022.  |